# Don Carlson
Donald Vernon "Don" Carlson (Minneapolis, Minnesota, 22 de marzo de 1919-Anoka, Minnesota, 16 de octubre de 2004) fue un jugador de baloncesto estadounidense que disputó cuatro temporadas entre la BAA y la NBA, además de jugar previamente en la NBL. Con 1,83 metros de estatura, jugaba en la posición de escolta.

## Trayectoria deportiva

### Universidad
Jugó en su etapa universitaria con los Golden Gophers de la Universidad de Minnesota.

### Profesional
Comenzó su andadura profesional con los Chicago Stags en 1946, donde jugó una temporada en la que fue el tercer mejor anotador de su equipo, promediando 10,7 puntos por partido, llegando a disputar las Finales de la BAA en las que cayeron ante Philadelphia Warriors.
El año siguiente fue traspasado a los Minneapolis Lakers, por aquel entonces en la NBL, con los que consiguió ganar el título de liga. En 1948 el equipo se trasladó a la BAA, y en su primer año en el campeonato se hicieron nuevamente con el anillo de campeones, tras derrotar en las Finales a los Washington Capitols. Carlson fue nuevamente uno de los jugadores más destacados, promediando 9,2 puntos y 3,1 asistencias por partido.
En 1949 la liga se reconvirtió en la NBA, y los Lakers volvieron a dominar la competición, ganando nuevamente el título, con un Carlson que dispuso de menos minutos de juego, promediando 4,7 puntos y 1,3 asistencias. Acabó su carrera en el año siguiente, jugando 9 partidos con los Washington Capitols.

## Estadísticas de su carrera en la BAA y la NBA

### Temporada regular
| Temporada | Edad | Equipo              | Liga  | P   | TIT | MIN | TC  | TCA  | %TC  | 3P | 3PA | %3P | TL  | TLA | %TL  | R.OF. | R.DEF. | REB | ASIS | ROB | TAP | PER | FP  | PTS  |
| 1946-47   | 25   | Chicago Stags       | BAA   | 59  |     |     | 4.6 | 14.3 | .322 |    |     |     | 1.5 | 2.7 | .541 |       |        |     | 1.0  |     |     |     | 3.1 | 10.7 |
| 1948-49   | 27   | Minneapolis Lakers  | BAA   | 55  |     |     | 3.8 | 11.5 | .334 |    |     |     | 1.6 | 2.4 | .662 |       |        |     | 3.1  |     |     |     | 3.3 | 9.2  |
| 1949-50   | 28   | Minneapolis Lakers  | NBA   | 57  |     |     | 1.7 | 5.1  | .341 |    |     |     | 1.2 | 1.7 | .726 |       |        |     | 1.3  |     |     |     | 2.2 | 4.7  |
| 1950-51   | 29   | Washington Capitols | NBA   | 9   |     |     | 1.9 | 5.1  | .370 |    |     |     | 0.9 | 1.8 | .500 |       |        | 1.7 | 2.1  |     |     |     | 2.6 | 4.7  |
| Total     |      |                     | TOTAL | 180 |     |     | 3.3 | 10.1 | .330 |    |     |     | 1.4 | 2.2 | .623 |       |        | 1.7 | 1.8  |     |     |     | 2.8 | 8.0  |
|           |      |                     | BAA   | 114 |     |     | 4.2 | 13.0 | .327 |    |     |     | 1.5 | 2.5 | .595 |       |        |     | 2.0  |     |     |     | 3.2 | 10.0 |
|           |      |                     | NBA   | 66  |     |     | 1.8 | 5.1  | .345 |    |     |     | 1.2 | 1.7 | .694 |       |        | 1.7 | 1.4  |     |     |     | 2.3 | 4.7  |

### Playoffs
| Temporada | Edad | Equipo             | Liga  | P  | MIN | TCA | TC  | 3PA | 3P | TLA | TL | R.OF. | REB | ASIS | ROB | TAP | PER | FP | PTS | %TC  | %3P | %FT  | MIN | PTS  | REB | AST |
| 1946-47   | 25   | Chicago Stags      | BAA   | 11 |     | 54  | 200 |     |    | 27  | 44 |       |     | 6    |     |     |     | 31 | 135 | .270 |     | .614 |     | 12.3 |     | 0.5 |
| 1948-49   | 27   | Minneapolis Lakers | BAA   | 10 |     | 23  | 95  |     |    | 14  | 25 |       |     | 28   |     |     |     | 30 | 60  | .242 |     | .560 |     | 6.0  |     | 2.8 |
| 1949-50   | 28   | Minneapolis Lakers | NBA   | 10 |     | 21  | 37  |     |    | 12  | 15 |       |     | 11   |     |     |     | 19 | 54  | .568 |     | .800 |     | 5.4  |     | 1.1 |
| Total     |      |                    | TOTAL | 31 |     | 98  | 332 |     |    | 53  | 84 |       |     | 45   |     |     |     | 80 | 249 | .295 |     | .631 |     | 8.0  |     | 1.5 |
|           |      |                    | BAA   | 21 |     | 77  | 295 |     |    | 41  | 69 |       |     | 34   |     |     |     | 61 | 195 | .261 |     | .594 |     | 9.3  |     | 1.6 |
|           |      |                    | NBA   | 10 |     | 21  | 37  |     |    | 12  | 15 |       |     | 11   |     |     |     | 19 | 54  | .568 |     | .800 |     | 5.4  |     | 1.1 |